# Imperatiu categòric

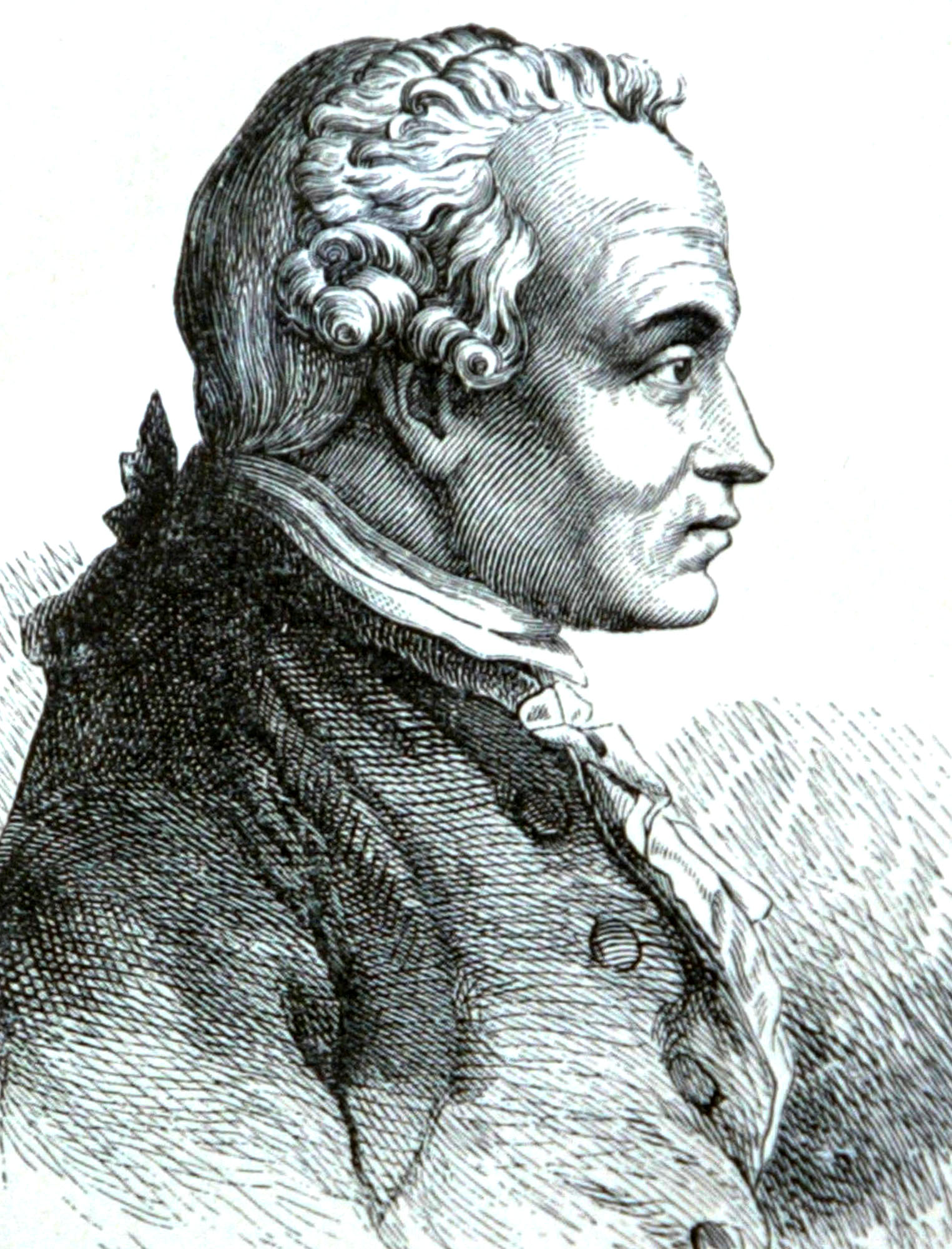
Immanuel Kant

L'imperatiu categòric és un principi ètic formulat per Immanuel Kant en la Fonamentació de la metafísica dels costums i la Crítica de la raó pràctica, que ens mostra, de manera racional, quina ha de ser la pauta de la nostra conducta. És un dels principis fonamentals de la filosofia kantiana. La voluntat es dona a si mateixa les seves lleis, anomenades imperatius. Però cal distingir dos tipus d'imperatius: els imperatius hipotètics, basats en la recerca d'un premi o la fugida d'un càstig, propis d'una ètica teleològica, (Kant els rebutja), i els imperatius categòrics, propis d'una ètica deontològica (el deure pel deure, acceptats per Kant). Així trobem la màxima kantiana definida com a imperatiu categòric: actua només segons aquella màxima que puguis voler que es converteixi, alhora, en llei universal. El que Kant pretén és trobar un referent moral racional que permeti de crear una ètica universal, seguint el principi següent: actua com creus que hauria de fer-ho tothom, que seria una formulació més senzilla de l'imperatiu categòric de Kant. Aquesta afirmació no es refereix a imitar la massa social i tenir-la com a referent dels actes de cada individu, sinó que es refereix a idealitzar-la de manera universal jerarquitzant la idea del bé.